# Diego Fernández de Córdoba

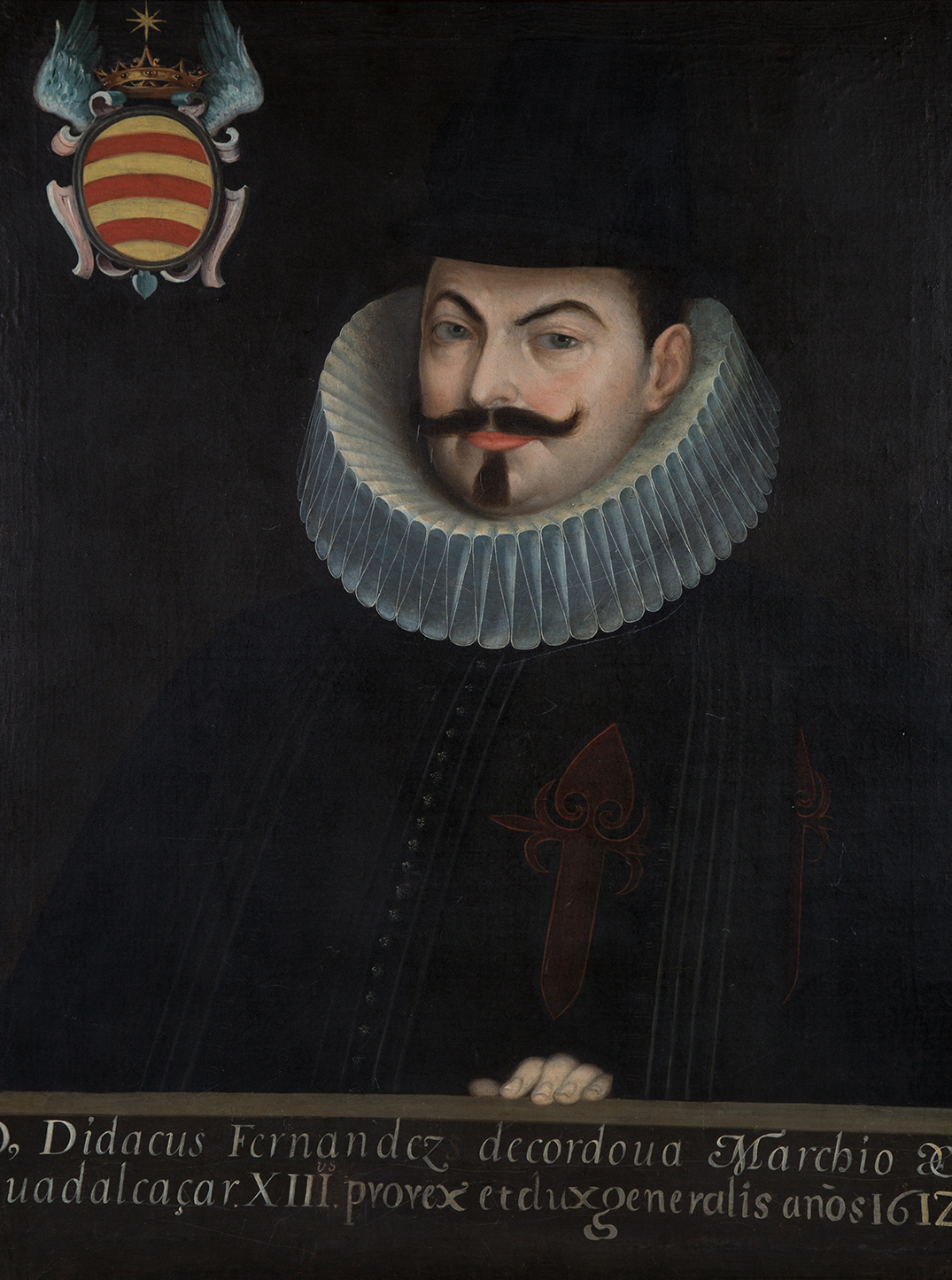
Diego Fernández de Córdoba, Marqués von Guadalcázar

Diego Fernández de Córdoba y López de las Roelas Benavides y Melgarejo, Marqués de Guadalcazár (* 1578 in Sevilla, Spanien; † 6. Oktober 1630 in Guadalcázar, Andalusien, Spanien) war ein spanischer Kolonialverwalter, der als Vizekönig von Neuspanien und Peru amtierte.

## Leben

### Herkunft und Jugend
Fernández de Córdoba entstammte der adligen Familie Fernández de Córdoba. Er war Mitglied im Orden von Santiago und Kammerherr am Hofe König Philipps III. von Spanien.
Im Alter von nur zwanzig Jahren bereiste er als Gesandter des Königs Mitteleuropa, um die Braut des Königs, Margarete von Österreich, nach Spanien zu geleiten. Der König erhob ihn daraufhin 1609 zum Marqués von Gualdacázar. Er heiratete die Deutsche Marianne von Riederer und Paar.

### Amtszeit als Vizekönig in Mexiko
Philipp III. berief ihn zum Vizekönig von Neuspanien ins heutige Mexiko, wo er von 1612 bis 1621 im Amt war. Während dieser Zeit starb seine Frau.
Zu Beginn seiner Regierungszeit ließ er einen Aufstand einheimischer Indianer niederschlagen und gründete mehrere Städte, darunter Córdoba. Er verbesserte die Wasserversorgung von Mexiko-Stadt, indem er 1620 einen Aquädukt errichten ließ, der Wasser von Chapultepec ins Zentrum leitete.

### Amtszeit als Vizekönig von Peru
Kurz vor seinem Tod versetzte ihn der König nach Südamerika als Vizekönig von Peru. Dieses Amt hatte er von 1622 bis 1628 inne. Während seiner Amtszeit erneuerte er das Einnahmensystem und beendete die Familienkämpfe in der Minenstadt Potosí.
Die Befestigungsanlagen von Lima ließ er verstärken, um das Vizekönigreich vor den Attacken niederländischer und französischer Freibeuter im Pazifik zu schützen.
Nach Ende seiner Amtszeit kehrte er 1629 mit seinen Töchtern nach Europa zurück, wo er im Jahr darauf starb.